# Gentiana ninglangensis
Gentiana ninglangensis är en gentianaväxtart som beskrevs av T.N. Ho. Gentiana ninglangensis ingår i släktet gentianor, och familjen gentianaväxter. Utöver nominatformen finns också underarten G. n. glabrescens.